# Squalo (sous-marin, 1906)
Pour les articles homonymes, voir Squalo (sous-marin).
Le Squalo (en français: Requin) est un sous-marin italien de la classe Glauco, construit dans les années 1900 pour la Marine royale italienne.

## Caractéristiques
La classe Glauco déplaçaient 160 tonnes en surface et 243 tonnes en immersion. Les sous-marins mesuraient 36,8 mètres, avaient une largeur de 4,32 mètres et un tirant d'eau de 2,5 mètres. Ils avaient une profondeur de plongée de 25 mètres. Leur équipage comptait deux officiers et treize sous-officiers et marins.
Pour la navigation de surface, les sous-marins Glauco, Squalo et Narvalo étaient propulsés par quatre moteurs essence FIAT de 600 chevaux-vapeur (cv) (441 kW) (tandis que les Otaria et Tricheco par des moteurs Thornycroft de 800 cv (588 kW)), entraînant deux arbres d'hélices. En immersion, chaque hélice était entraînée par un moteur électrique  Savigliano de 85 chevaux-vapeur (62 kW). Ils pouvaient atteindre 13 nœuds (24 km/h) en surface et 6,2 nœuds (11,4 km/h) sous l'eau. En surface, la classe Glauco avait une autonomie de 225 milles nautiques (416 km) à 10 noeuds (18,5 km/h); en immersion, elle avait une autonomie de 81 milles nautiques (150 km) à 3,5 noeuds (6,4 km/h).
Les sous-marins étaient armés de deux tubes lance-torpilles à l'avant de 45 centimètres  (sauf le Glauco qui en avaient 3 à l'avant), pour lesquels ils transportaient un total de 2 torpilles.

## Construction et mise en service
Le Squalo est construit par le chantier naval de l'Arsenal de Venise (Arsenale di Venezia) de Venise en Italie, et mis sur cale en janvier 1904. Il est lancé le 10 juin 1906 et est achevé et mis en service le 1er septembre 1906. Il est commissionné le même jour dans la Regia Marina.

## Histoire du service
Après son achèvement, le Squalo mène des activités de formation dans les eaux côtières de la haute mer Adriatique, avec une base à Venise,.
Il participe aux grandes manœuvres militaires de 1906, dans les eaux de Tarente, et de 1908, dans le nord de la mer Tyrrhénienne,.
Lorsque l'Italie entre dans la Première Guerre mondiale, l'unité est commandée par le capitaine de corvette (capitano di corvetta) Stefano Mellana. Le sous-marin devient chef d'escadron du IVe Escadron de sous-marins de Venise,,.
Il effectue de nombreuses missions d'embuscades défensives sur les routes menant à Venise.
Le 2 février 1916, au cours d'une mission, il est attaqué par quatre hydravions austro-hongrois avec le lancement de douze bombes, qui ont toutes échoué; certains des hommes du Squalo ouvrent le feu avec des fusils contre les hydravions,.
En 1917, sous le commandement du lieutenant de vaisseau (tenente di vascello) Guido Vianello, il est affecté au 1er escadron de sous-marins basé à Porto Corsini,.
Il fonctionne encore dans le rôle défensif des ports de Venise et de Porto Corsini jusqu'à ce que, en février 1918, il est mis en réserve et deux mois plus tard désarmé parce qu'il n'est plus efficace,. Il est ensuite radié et mis au rebut.
En tout, le Squalo a effectué 79 missions de guerre, passant 1 443 heures en mer.